# 기타구 (구마모토시)
기타구(일본어: 北区)는 일본 구마모토현 구마모토시의 행정구이다.

## 교통

### 철도
- 규슈 여객철도
  - 가고시마 본선
    - 다바루자카역 - 우에키역 - 니시사토역

  - 호히 본선
    - 다쓰타구치역 - 무사시즈카역 - 히카리노모리역

### 도로
- 국도 3호선
- 국도 57호선
- 국도 266호선
- 국도 387호선